# Kartell
Kartell est une entreprise italienne spécialisée dans la fabrication de produits en plastique fondée en 1949 à Milan par Giulio Castelli (né en 1920). Si l'entreprise débute avec des pièces destinées au marché automobile, elle s'oriente par la suite vers l’ameublement. Faisant partie du design italien, elle s'ouvre pourtant à nombre de créateurs étrangers au cours de son existence.
Aujourd'hui dirigée par Claudio Luti, depuis 1988. C'est une société par action au chiffre d'affaires de 130 millions d'euros. Elle est récompensée cinq fois d'un Compas d'or dans les années 1950 à 60 puis un sixième dans les années 1990.

## Histoire
Giulio Castelli est ingénieur chimiste, son père un pionnier dans le domaine du plastique et de la recherche. Il se marie avec Anna Castelli en 1943 ; Kartell est fondée six ans après. Il part du point de vue suivant : « le public est disposé à accepter de nouvelles formes pour des machines accomplissant de nouvelles fonctions, mais s'agissant d'objets d'autrefois, cuillers…, ce n'est guère aisé de faire accepter de nouvelles formes. Si les hommes ont peur de la nouveauté, il faut leur fournir de la super-nouveauté ». Au milieu des années 1950, Giulio Castelli développe ses contacts  avec des artistes ou architectes intéressés par les process industriels ; en parallèle, il profite de l'enseignement de l'inventeur du polypropylène, Giulio Natta.  
Le premier produit fabriqué par Kartell est un râtelier à ski original conçu par l'architecte et le designer industriel Robert Menghi,. Ce premier objet est suivi par une série d'ustensiles ménagers avec couleurs et formes variées, souvent créés par Gino Colombini : égouttoir à pâtes, pelle à poussière, bassines, seaux, paniers à légumes, presse-agrumes par exemple,,. Cette entreprise produit alors également du mobilier de rangement modulaire en métal et en plastique, des jouets, puis des lampes et quelques accessoires de mode. Surprenante pour l'époque, la suspension « KD 6 » de Pier Giacomo Castiglioni et Achille Castiglioni sort en 1959. Au même titre que d'autres entreprises italiennes telles Danese ou Artemide, l'introduction de couleurs fortes ou primaires reste un élément significatif en pleine culture pop des années 1960.
En 1963, Giulio Castelli se met à se spécialiser dans l'ameublement, la décoration de l’habitat et au design de bureau sous l’impulsion de son épouse et collaboratrice, l’architecte Anna Castelli Ferrieri (c'est d'ailleurs elle qui imagine le nom de l'entreprise et qui en a dessiné le logo et qui prend la direction artistique en 1976). La première chaise est commercialisée l'année suivante, la « 4999 » de Marco Zanuso et Richard Sapper, un modèle destiné aux enfants puis la chaise « 4801 » de Joe Colombo, début d'une collaboration entre le designer et la marque. Trois ans plus tard, c'est la chaise empilable « Universale », la « 4867 » moulée par injection, dessinée par ce même designer qui devient la consécration de la marque italienne à l'international. Par la suite, Kartell introduit du luminaire dans son offre. Vers cette époque, la marque collabore avec de grands designers en vue comme Achille Castiglioni, Ettore Sottsass ou Gae Aulenti. À la fin de la décennie, certains objets entrent dans des musées prestigieux tel le MoMA.

### Claudio Luti
Dans les années 1980, l'entreprise décline, les objets en plastique sont passés de temps. La « 4870 », une chaise empilable dessinée est commercialisée en 1985, dessinée par Anna Castelli ; elle quitte la direction artistique deux ans plus tard. L'année d'après, Claudio Luti, le gendre des Castelli venant du domaine de la mode (Gianni Versace) et diplômé en économie et commerce de l’Università Cattolica de Milan, devient propriétaire de la société. Federico le fils et Lorenza, la fille, au marketing, le rejoignent plus tard. Claudio Luti oriente l'entreprise vers l'innovation et une montée en gamme : « J'ai seulement pensé, comme dans la mode, à faire des produits complètement novateurs, pouvant plaire au marché et j'ai cherché des architectes, des designers qui pouvaient être au plus près de ma façon de penser » précise-t-il. 
Au cours des années 1990, Kartell enrichit sa collection grâce à l'apport de plusieurs designers venant du monde entier tels que Ron Arad, les frères Bouroullec Antonio Citterio, Michele De Lucchi, Patrick Jouin, Ferruccio Laviani, Piero Lissoni (it), Vico Magistretti, Alberto Meda, Enzo Mari, Paolo Rizatto (it), Maarten Van Severen, Patricia Urquiola, ou Philippe Starck depuis 1988 avec la chaise aux angles vifs « Dr. Glob »,. L'entreprise reste reconnue comme ayant commercialisé la première chaise en plastique (1964), le premier divan en plastique en 2000 (le « Bubble Club ») et la première chaise transparente très minimaliste (2009, fauteuil « La Marie » par Starck), ainsi que pour diverses innovations industrielles concernant la fabrication,.

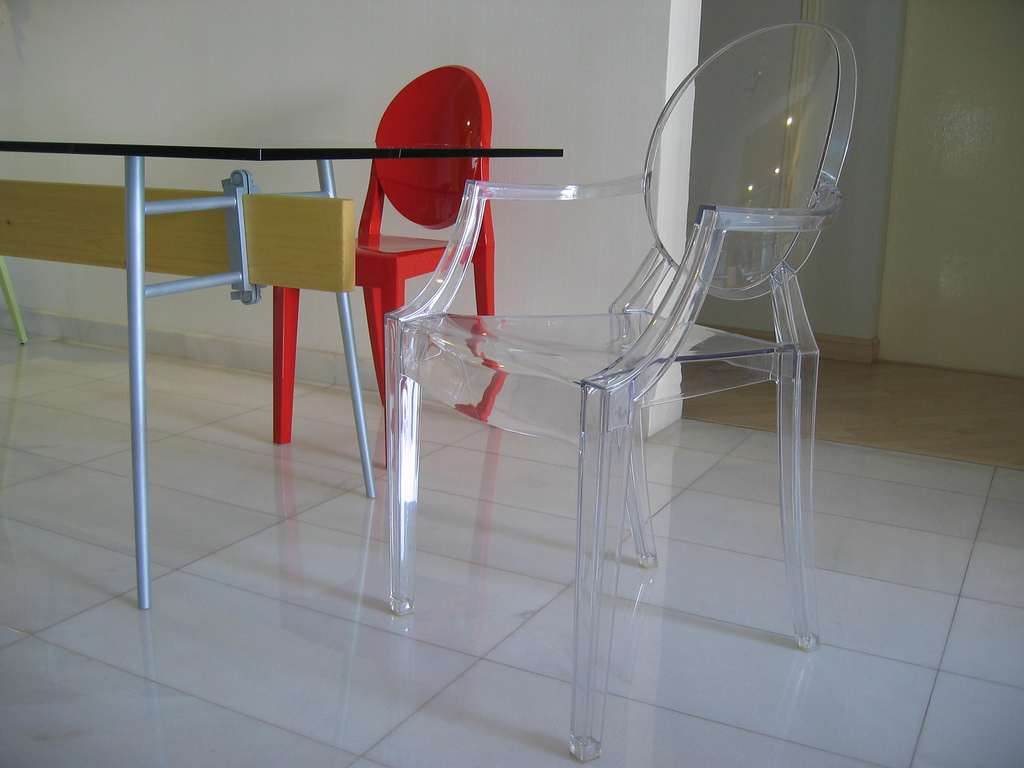
Chaises Louis Ghost et Victoria Ghost, Philippe Starck. Table Cassina.

En 2004 Philippe Starck dessine la chaise « Mademoiselle », puis cosigne avec Eugeni Quittlet la chaise « Masters » dans les années 2010, laquelle est un hommage à trois maîtres du design,. Trois ans plus tard, l'entreprise créé une chaise biodégradable à base de matières premières renouvelables, l'Organic Chair d'Antonio Citterio ainsi qu'une gamme pour les enfants, Kartell Kids. Entre-temps, Giulio Castelli, le fondateur resté président honoraire, meurt en octobre 2006. Ferruccio Laviani prend la direction artistique en 2015.En 2007 est commercialisé le tabouret « Stone » de Marcel Wanders et l'année suivante le fauteuil Papyrus des Bouroullec ainsi que la chaise « Frilly » de Patricia Urquiola.
Mais au début de 2018, l'entreprise s'éloigne du plastique qui a fait son succès et présente des meubles en bois dessinés par Philippe Starck. Le projet, novateur dans sa forme industrielle, est ancien pour le designer français. L'année suivante, Kartell présente un prototype de chaise, la « AI » à base de matériaux recyclés, dessiné à trois : Philippe Starck, Claudio Luti et une dose d'intelligence artificielle,. Avec la marque de prêt-à-porter Moschino, Kartell s'essaye aussi dans la production de chaussures en plastique. Lorenza Luti, « troisième génération de la famille aux affaires », prend une place prépondérante dans l'entreprise.

## Produits Kartell

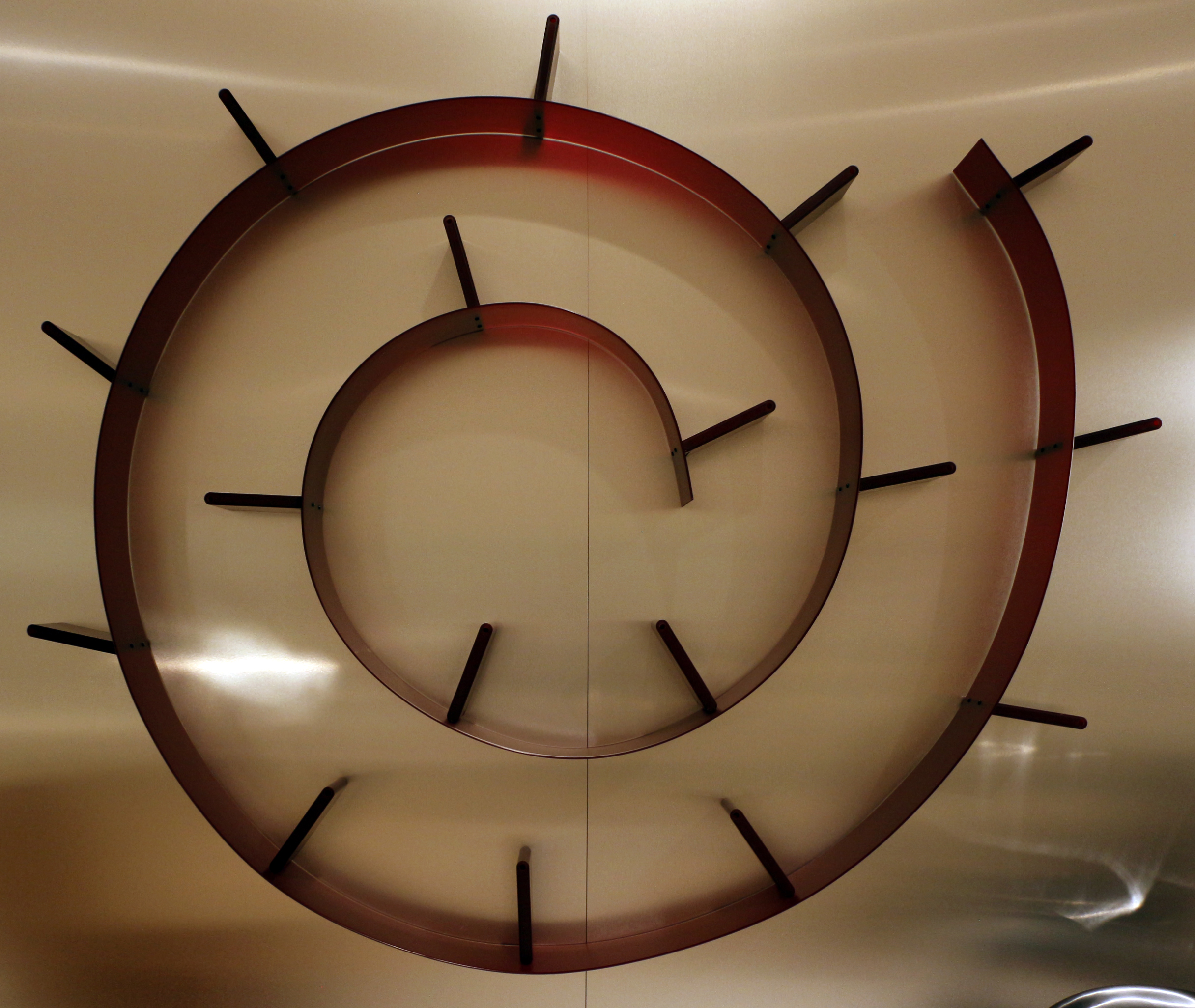
Étagère Bookworm, Ron Arad.

Kartell fabrique essentiellement des produits en matière plastique et compte environ deux mille références. L'entreprise a acquis une maîtrise technique dans la mise en œuvre du plastique permettant de fabriquer des produits de plus en plus complexes.
Certains des produits fabriqués par Kartell sont devenus des classiques du design ; l'entreprise reçoit ainsi neuf Compasso d’Oro au cours de son existence, dont le premier en 1955 pour un seau ménager et son couvercle, dessiné par Gino Colombini, mais également en 1959 par le même designer un presse-agrumes de couleur orange ; en tout quatre prix entre la création de l'entreprise et 1960. Ils sont suivis en 1965 pour une chaise empilable, puis 1979 ou encore 1994 :
- Chaise Universale (1967), de Joe Colombo, considérée comme la première chaise moulée entièrement en plastique[17].
- Chaise longue LCP, Maarten Van Severen.
- Étagère flexible en PVC Bookworm, Ron Arad (1994)[12].
- Fauteuil Ero|s|, Philippe Starck (2001).
- Fauteuil Louis Ghost, Philippe Starck.
- Lampe Bourgie, Ferruccio Laviani (2004).
- Canapé en transparence Uncle Jack, Philippe Starck (2014)[2].

### Componibili
Le Componibili d'Anna Castelli Ferrieri, un petit meuble-étagère de rangement cylindrique et modulable, est la pièce majeure des produits commercialisés par Kartell, disponible en métal ou en plastique. Il est créé en 1969 et reste plusieurs décennies après l'une des meilleures ventes de l'entreprise. Le Centre Pompidou et le MoMA l'a intégré dans ses collections et fin 2017, le Design Museum Brussels lui consacre une exposition,. En 2020, il est fabriqué en biopolymère matière issue de déchets végétaux et biodégradable.

## Musée
Lorenza Luti supervise l'ouverture du musée à Noviglio. Il rassemble des milliers de pièces de l'entreprise, sur une surface de plus de 2 000 m2. Ouvert en 1999, ce musée est conçu auparavant par Anna Castelli Ferrieri dans le bâtiment de l'ancien siège de l'entreprise. Le lieu est récompensé par le prix Guggenheim du « meilleur musée d'entreprise »,.